# Ambrogio Kibuuka
Ambrogio Kibuuka (Buganda, 1868 – Namugongo, 3 giugno 1886) è stato un santo ugandese.
Funzionario presso la corte del re di Buganda Mwanga II, fu martirizzato a causa della sua fede. Beatificato nel 1920, è stato proclamato santo da papa Paolo VI nel 1964.

## Biografia
Convertitosi al cattolicesimo dai Padri bianchi del cardinale Charles Lavigerie, fu ucciso durante le persecuzioni anticristiane nel suo paese (1885 - 1887). Fu martirizzato per non aver rinnegato la sua fede a Namugongo. Morì il 3 giugno 1886. Kibuuka è il patrono degli scout, guide e dei giovani lavoratori.

## Culto
Papa Benedetto XV lo dichiarò beato il 6 giugno 1920; venne canonizzato il 18 ottobre 1964 a Roma da Paolo VI che, durante il suo viaggio in Africa del 1969 inaugurò sul luogo del suo martirio il santuario dedicato ai Santi Martiri dell'Uganda.
Memoria liturgica il 3 giugno.